# Oxytropis macrobotrys
Oxytropis macrobotrys är en ärtväxtart som beskrevs av Aleksandr Andrejevitj Bunge. Oxytropis macrobotrys ingår i släktet klovedlar, och familjen ärtväxter. Inga underarter finns listade i Catalogue of Life.